# Quest of Dungeons
Quest of Dungeons est un jeu vidéo roguelike sorti le 25 mars 2014 par le développeur portugais Upfall Studios. Le jeu a des graphismes ressemblant à ceux des consoles de jeu 16 bits . Il a été initialement publié pour Windows, Mac et iOS, puis pour Xbox One via ID@Xbox le 7 septembre 2015. En février 2016, il a été annoncé que le jeu était en cours de développement pour Wii U et Nintendo 3DS  et qu'il sortirait le 29 septembre 2016. Il est sorti plus tard sur PlayStation 4 le 17 janvier 2017. Le 2 août 2017, il a été annoncé qu'il arriverait sur la Nintendo Switch.

## Système de jeu
Le joueur peut assumer le rôle de l'un des quatre types de classes de personnages différents : le guerrier, le sorcier, l'assassin ou le chaman. Le joueur entre dans un manoir au dernier étage et progresse progressivement dans les étages de difficulté croissante en montant de niveau. L'ensemble du jeu est généré aléatoirement, donc les monstres, les pièges et le butin ne sont jamais au même endroit. Le monde du jeu est placé dans une grille carrée basée sur des tuiles qui est vue de haut en bas, où le joueur, les ennemis, les objets et les objets occupent des cases discrètes. Le jeu est au tour par tour et le joueur et de nombreux ennemis effectuent à tour de rôle des actions. Le jeu a une approche très rapide de la mécanique au tour par tour, et même si le joueur doit attendre que les ennemis prennent leur tour, tout est fait très rapidement pour garder l'action fluide. À chaque tour, le joueur peut déplacer ou attaquer des monstres dans des cases adjacentes, choisir, déposer et utiliser des objets et interagir avec divers objets du jeu. La mort permanente est une partie importante du jeu, dans laquelle si le joueur meurt en perdant tous ses HP, il redémarrera depuis le début du jeu, créant ainsi un donjon différent, il n'y a aucune option dans le jeu pour changer cela, donc bien que le joueur puisse sauvegarder et continuer plus tard à tout moment, s'il meurt, il ne peut pas continuer.

## Développement
Selon le auteur, le développement du jeu a débuté en juin 2013. Conçu à l'origine comme un jeu exclusivement pour tablettes, il a finalement été porté sur PC avant sa sortie officielle. Après avoir été approuvé via Steam Greenlight, le jeu est sorti le 25 mars 2014. Au cours des mois suivants, il a été adapté pour Linux, Android, puis Xbox One. Le jeu a été développé à l’aide d’un moteur de jeu.

## Accueil
Les critiques ont généralement attribué de bonnes notes au jeu, notamment à la version Xbox One, considérée comme la plus aboutie et la plus conviviale. Bien que la version PC ait été bien accueillie par les joueurs, elle a reçu des avis mitigés à positifs de la part des critiques, principalement en raison d’une conception initiale peu ergonomique des commandes clavier/souris.
TouchArcade lui a attribué une note de 4/5, déclarant que « Quest of Dungeons est un très bon roguelike et un jeu amusant ». Softpedia a donné une note de 7/10, saluant le gameplay solide, la rejouabilité et l’équilibre de la difficulté, tout en critiquant le manque de variété. Pocket Gamer a accordé un 6/10, tandis que Nintendo Life a noté la version Wii U à 8/10.